# Социоикономика
Социоикономиката (на английски: socioeconomics, socio-economics, social economics – за разлика от социална икономика, което идва от social economy) е ъмбрела термин с различни значения, но отнасящ се основно до изучаването на обществото от гледна точка на икономиката.
Тя критикува мейнстрийм икономиката за грешни философски предпоставки (непример преследването на личния интерес) и недостатъчното разглеждане на дисфункционалните икономически отношения, което я определя като хетеродоксална.

## Списания
- Economy and Society
- Forum for Social Economics
- International Journal of Social Economics Архив на оригинала от 2014-02-19 в Wayback Machine.
- Journal of Socio-Economics
- Review of Social Economy
- Socio-Economic Review